# Degerby, Föglö
Degerby är centralort i Föglö kommun på Åland. Där finns kommunkansli, butik, bibliotek, grundskola, daghem, äldreboende samt hembygdsmuseum och turistinformation. Butiken fungerar också som postombud och apotek. Orten har 153 invånare (2023) och ligger på ön Degerö. Degerby utgör en by som fram till 2006 hörde till Föglö församling, därefter till Ålands södra skärgårdsförsamling.
Samhället Degerby har välbevarad trähusbebyggelse från 1800- och 1900-talet. Från att ursprungligen ha varit en bondby utvecklades orten på 1800-talet till ett tjänstemannasamhälle med tullkammare och lotsstation och blev centralort i den åländska skärgården tack vare läget invid farleden mellan Sverige och Finland. Nu är Degerby en populär anhalt för båtfolk sommartid. 

## Geografi
Byn Degerby gränsar i öster mot byarna Granboda och Stentorpa som också ligger på Degerö samt har vattengräns i söder mot byarna Prästgården, Björsboda och Hummersö, i väster mot Flisö och Järsö och i norr mot Nötö. Till Degerby hör omgivande vatten i söder och väster samt ett antal holmar och skär. Längre ner listas några av de större.
Byarna på Degerö har förbindelse med de östra delarna av Föglö via Degerösundsbron över Degerösundet, det sund som skiljer Degerö från Sonbodalandet, och med de västra delerna via Gollansbron över Kyrksundet, sundet som skiljer Degerö från Västersocken.
I Degerby angör bil- och passagerarfärjan som förbinder Föglö med fasta Åland (Föglölinjen). Färjan går till Svinö i Lumparland och överfarten tar cirka en halvtimme.

## Bebyggelsen
Degerby präglas av en välbevarad trähusbyggelse från 1800- och 1900-talen, unik för åländska förhållanden och genomgående välbevarad. De gamla mangårdsbyggnaderna och uthusen hade underhållits av ägarna och i grunddragen bevarat sitt tidsenliga utseende, enligt den kulturmiljöinventering som gjordes i slutet av 1900-talet.
Bland de många trähusen förtjänar några att särskilt nämnas:

### Tulludden

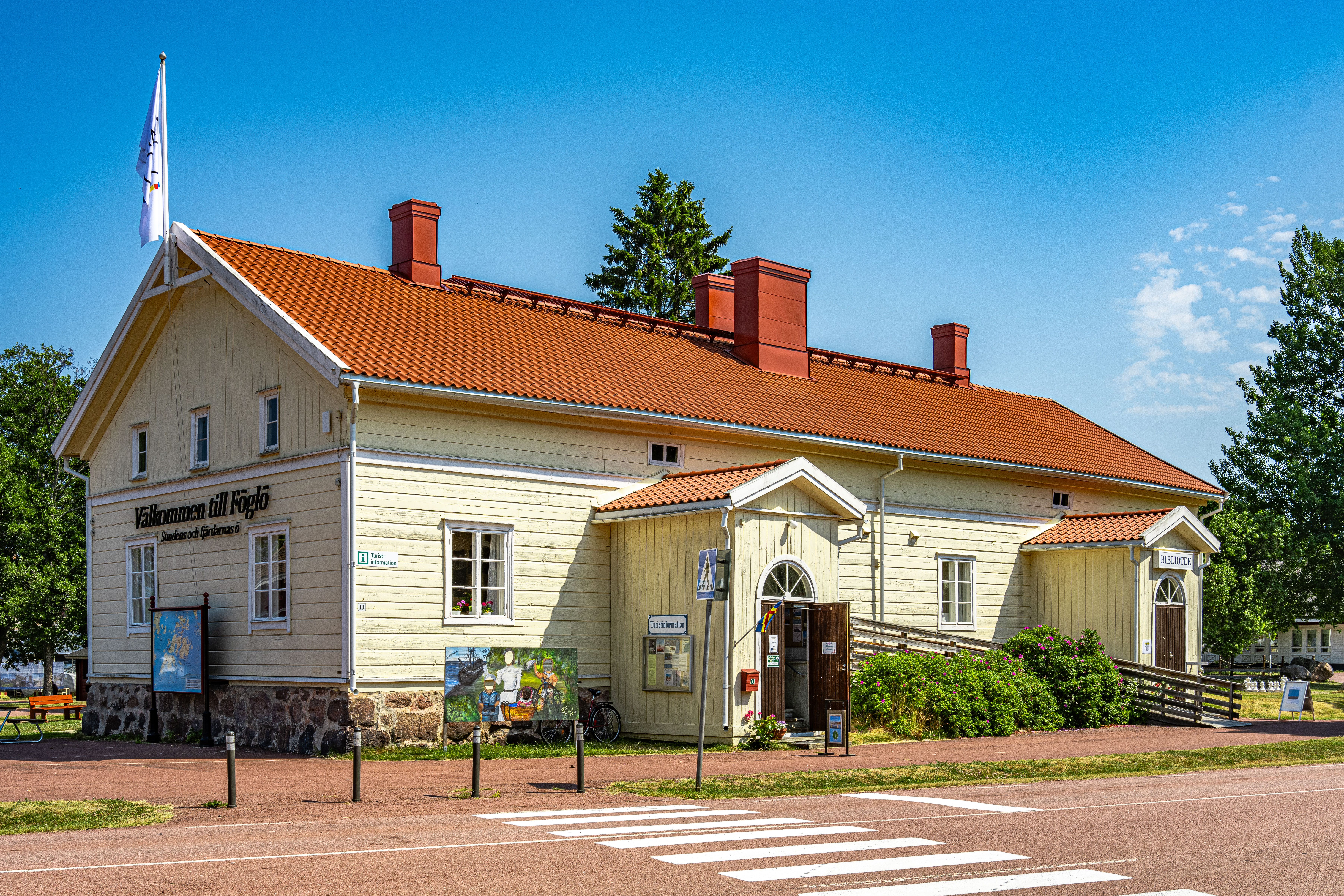
Tulludden med tullvaktmästarnas bostadshus, senare kommunkansli och numera bibliotek. 28 juni 2022.

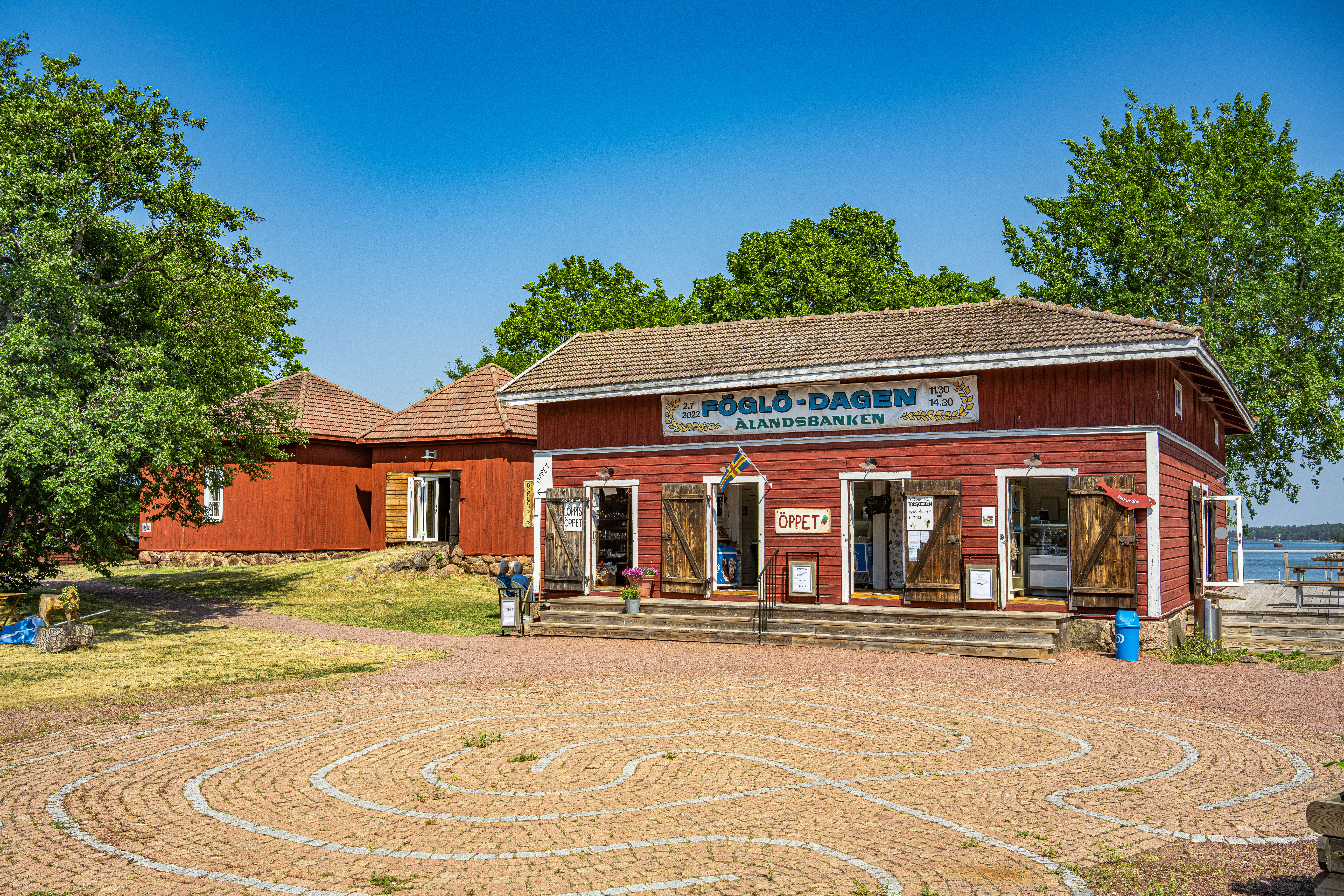
Tulludden. Gamla tullpackhus till vänster och ett gammalt uthus till höger, numera museum och sommarbutiker. 28 juni 2022.

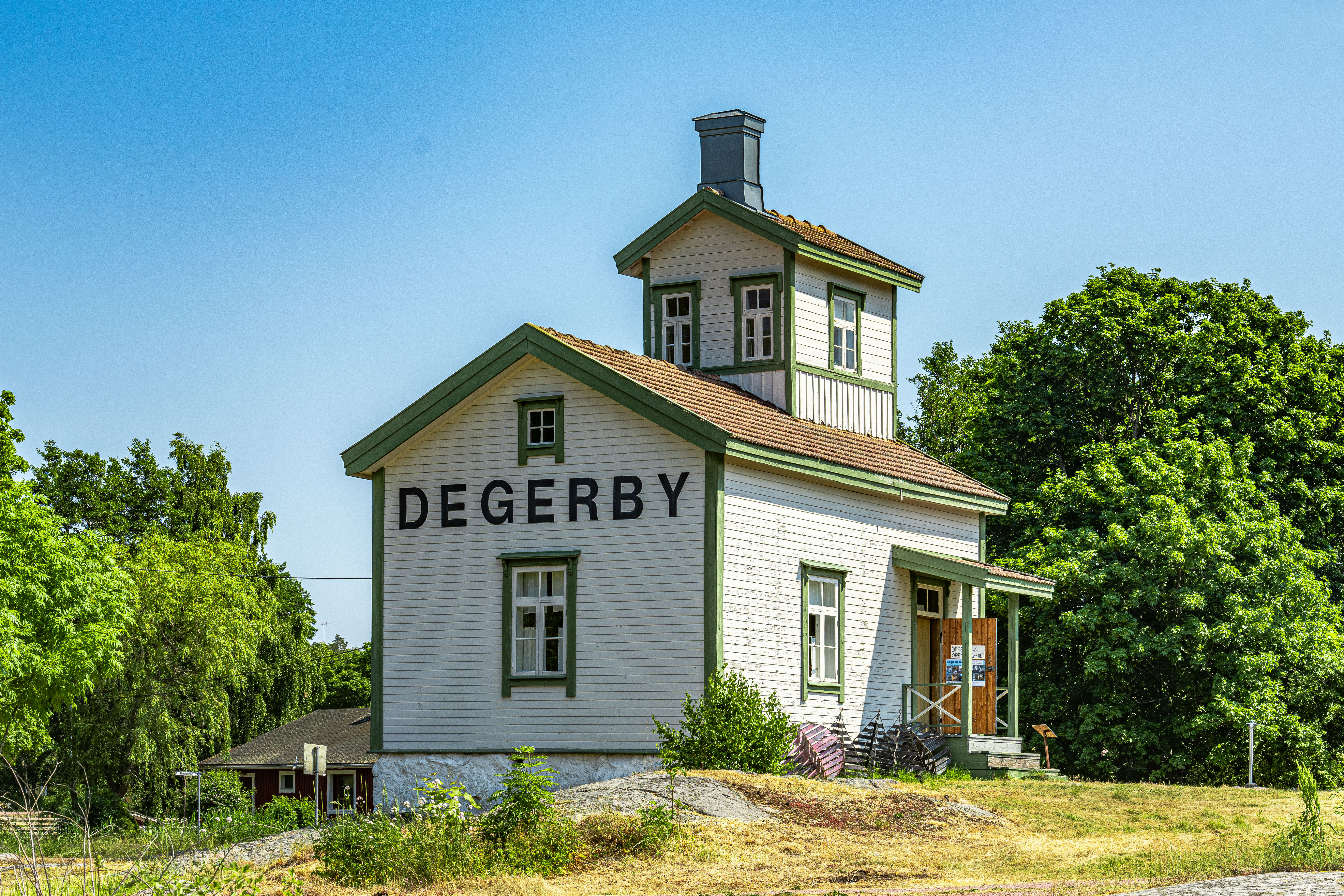
Lotsstugan, numera lotsmuseum.

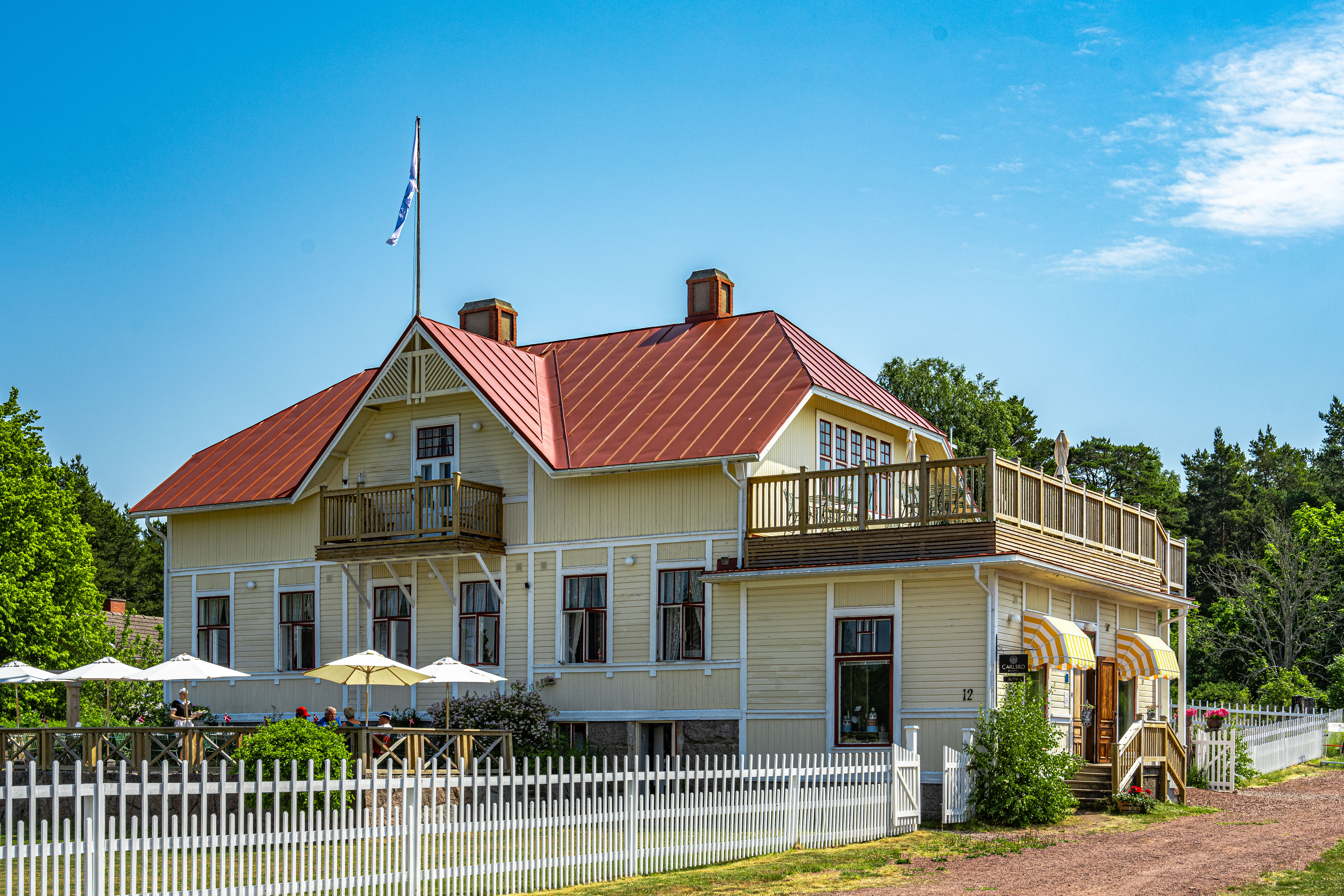
Badhotellet Carlsro. 28 juni 2022.

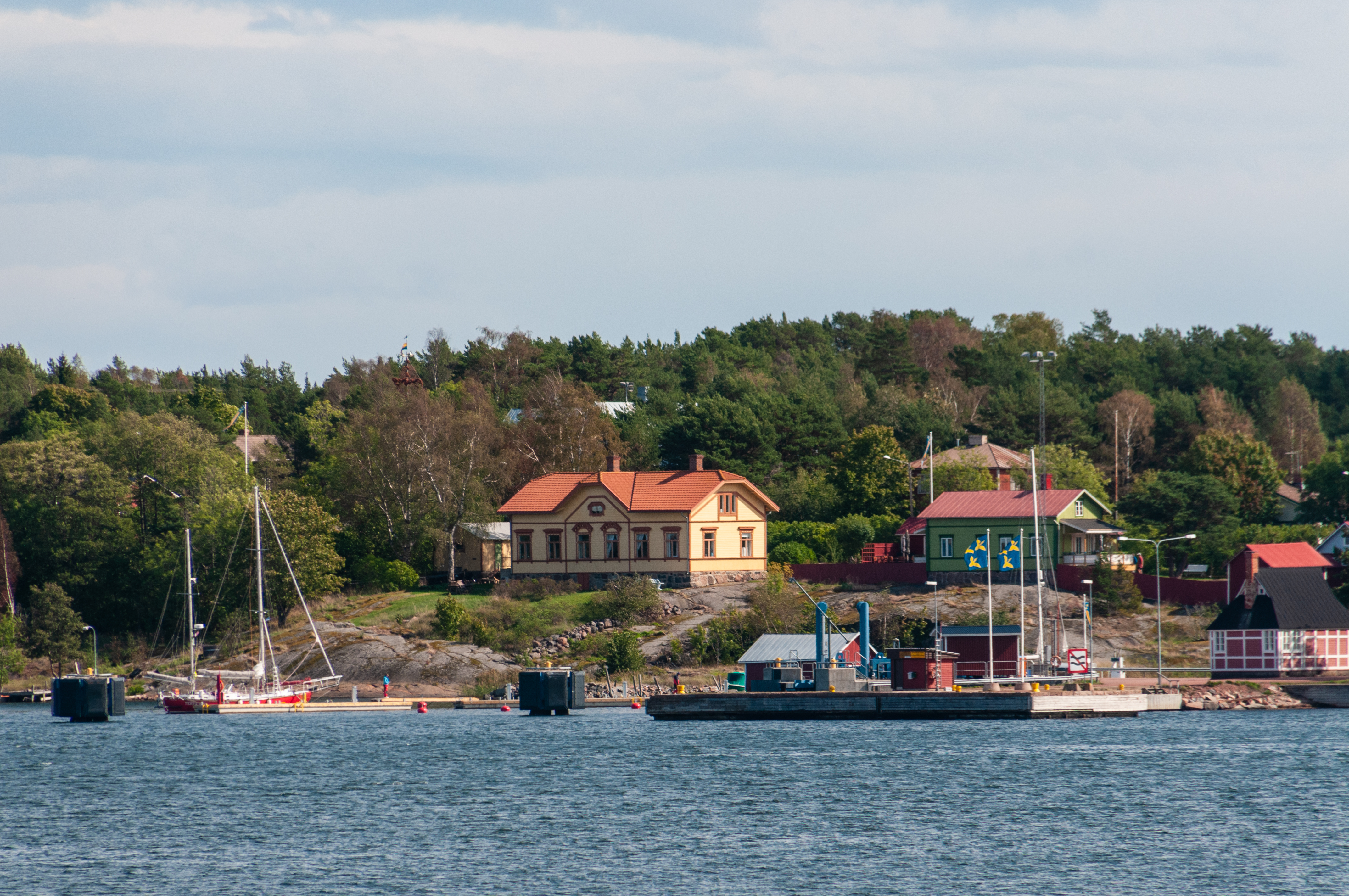
Vy från sjön, Holmströms uppe på berget.

Tulludden, området kring färjfästet, präglas fortfarande av de byggnader som hörde till tullkammaren och som till stor del uppfördes omkring 1820. Tullpackhusen, tullkällaren och tullvaktmästarnas bostadshus härrör från den tiden, medan själva tullhuset är yngre. 
- Tullhuset: Längst ut på udden ligger det gamla tullhuset, uppfört 1905 i jugendstil efter ritningar av arkitekten Alex Nyström. Det har många typiska jugenddetaljer, exempelvis öppna verandor. Huset ersatte ett äldre tullhus, uppfört omkring 1820, som revs när det nya byggdes.

- Bostadshuset: Tullvaktmästarnas bostadshus uppfördes 1821 och är en av få bevarade ryska träbyggnader i empirestil på Åland. Fasaden är klädd med en bred liggande panel. Huset användes länge som kommunkansli och inrymmer numera biblioteket.

- Tullpackhusen: De två tullpackhusen är uppförda i liggande timmer. Det mindre kallas ”våghus” på en ritning från 1833. I dag är Föglömuseet inrymt i packhusen. Det drivs av Föglö hembygdsförening.

- Väntsalen: Strax invid färjfästet finns en säregen byggnad, ritad av arkitekten Lars Sonck och uppförd 1903 som väntsal för resande med skärgårds- och Stockholmsbåtarna. Den saknar sin motsvarighet på Åland men visar släktskap med andra av Sonck ritade jugendbyggnader. Under första världskriget fungerade huset som dejourrum för tullpersonalen, men återfick efter kriget sin ursprungliga funktion. Väntsalen stängdes 1962 när Stockholmsbåtarna upphörde att trafikera Degerby. På 1980-talet hotades byggnaden av hamnutvidgningsplaner men har bevarats och restaurerats. Den blev 2013 byggnadsminnesförklarad.

- Lotsstugan: Just norr om Tulludden ligger Degerbys före detta lotsstuga, uppförd 1869. Utkikstornet har troligen tillkommit senare. Stationen drogs in 1968 när verksamheten flyttade till Långnäs i Lumparland. Huset genomgick på 1980-talet en omfattande renovering och fungerar nu som lotsmuseum och drivs av Föglö hembygdsförening. Utställningen återger hur verksamheten såg ut under 1900-talet.

### Carlsro
Carlsro är en stor mangårdsbyggnad från 1912, ritad av arkitekten K-J Dahlberg från Åbo och uppförd av handelsmannen och skeppsredaren Carl Helin (1887–1959) som också drev lanthandel i huset ("Carl Helins butik"). Senare var "Handelscentralen" och "Varutjänst" inhyrda där, bägge ägda av Föglököpmän. Lekstugan med tandad list längs takfoten är flyttad från Tulludden där huset användes som lusthus. I huset drivs numera Carlsro Badhotell.

### Enigheten och Utgård
I norra ändan av byn ligger gårdarna Enigheten och Utgård, bägge med ursprung i Gustav Hansson Winbergs gård, anlagd på 1620-talet. Enigheten fungerar sommartid som gästhem i Föglö hembygdsförenings regi, medan Utgård är privatbostad.
- Enigheten utgör en välbevarad gårdshelhet med byggnader sannolikt uppförda under andra halvan av 1700-talet: en mindre och en större manbyggnad, lillstuga, bodlänga, stall med avträde samt en stenkällare. Huvudbyggnaden fungerade tidigare som gästgiveri och tingsplats. Ting hölls i stora salen i husets mitt. I rummen närmast salen bodde tjänstemännen. Den stora öppna verandan är ovanlig och användes förmodligen som ett slags väntsal. Gården är fortfarande kringbyggd på tre sidor.

- Utgård ligger invid stranden strax intill Enigheten. Manbyggnaden är uppförd som länsmansboställe i början av 1800-talet. På en sten i spisen är årtalet 1804 inristat. Norra vindskammaren användes ibland som häkte. Den sista som avrättades på Åland, barnamörderskan Gustava Johansdotter, satt 1822 sina sista femton dygn i kammaren. På det släta berget ovanför vattnet finns en ristning från 1628, alltså just från den tid som gården anlades.

### Brandkårshuset
Före detta brandkårshuset uppfördes 1925 efter ritningar av arkitekt Lars Sonck. Huset är byggt av virke från verkstadsbyggnaden vid den ryska flygstationen i Granboda. Flera inredningsdetaljer är bevarade från den ryska tiden. Interiören har i stort sett samma utformning som på 1920-talet. På berget intill står byns midsommarstång.

### Holmströms
Påtagligt iögonfallande från sjösidan, uppe på berget ovanför stranden, ligger Holmströms, ett jugendhus uppfört 1903 av handelsman Björkman. Byggnaden har varit affär, gästgiveri, länsmanskontor, tingssal och senare bankkontor. Den västra fasaden mot vattnet är framträdande med många snickeridetaljer.

## Historia
Degerby är helt säkert den första byn som anlades i Föglö, socknens urby. I dag kan detta verka självklart. Byn är kommunens centrum och befolkningsmässigt klart störst. Men när vi på 1500-talet första gången möter Degerby i de historiska källorna är den en ordinär by med en handfull gårdar. Det är allt. Den är inte heller kyrkby, kyrkan ligger på Prästlandet.
Degerby befolkades sannolikt under 1100- eller 1200-talet, men det dröjer till slutet av 1400-talet innan byn omtalas i bevarade källor. I Stockholms stads tänkebok – protokollen från stadens domstol – nämns den 30 maj 1491 en Johan Olofsson i Stentorpa i Föglö i samband med en arvsangelägenhet. En Jap (Jakob) Jönsson, sannolikt bosatt i Stockholm, hade dött och ärvts av tre systrar och en bror. En syster var gift med Johan Olofsson, en annan med en Jöns Andersson, bosatt i Svärta socken vid Nyköping, och en tredje, Ingeborg, verkar ha varit ogift. Brodern var Per Jönsson i Degerby som inte själv var närvarande i Stockholm utan företräddes av sina två svågrar. 
Per Jönsson är den första Degerbybon vi känner till namnet. Några år senare, den 27 juni 1496, nämns ytterligare en i Stockholms stads tänkebok. Han hette Jöns Pedersson och befann sig tydligen tillfälligt i Stockholm. Hans syster Margareta bodde i staden och tjänade som deja. Inför rådet gav Jöns Pedersson systern fullmakt att utkräva 20 mark stockholmska av hustru Lucia, gift med Mats Johansson, som återstod på den gård Lucia bebodde i Stockholm och hade köpt av framlidne Kropotta Jap.
Möjligen är Jap Jönsson och Kropotta Jap samma person. I så fall är det lockande att tänka sig att Jöns Pedersson och hans syster Margareta var barn till Per Jönsson i Degerby som nämndes några år tidigare och att barnen försökte driva in en skuld som hustru Lucia haft till deras farbror sedan hon köpt ett hus av honom.

### 1500- och 1600-talen
I skatteböckerna från 1537 och 1539 ges för första gången en samlad bild av Degerby. Då hade byn sex bönder: Olof Olofsson, Jöns Persson, Olof Persson, hustru Kerstin, Bengt Jopsson och Sven Gunnarsson. På 1540-talet minskade antalet till fem. Så många redovisas sedan under större delen av 1500-talet. Om livet i Degerby under detta sekel vet vi inte särskilt mycket. Enstaka noteringar tyder på att bönderna tidvis hade det svårt. När den så kallade silverskatten erlades 1571 var de ganska fattiga. De betalade mellan 3 mark och drygt 6 mark i skatt, mindre än den åländska genomsnittsbonden som erlade 7 mark. Dessutom finns noteringen: ”Dessa förenämnde voro utblottade av krigsfolk”. 
I slutet av 1500-talet drogs Åland in i kampen mellan kung Sigismund och hertig Karl. Carl Ramsdahl skildrar händelserna. Sommaren 1598 kom Sigismunds man, Arvid Stålarm, österifrån med 25 skepp och 3000 man och ankrade vid Flisö strax söder om Degerby. Efter en tid började livsmedelsförråden ta slut för både manskap och hästar. Ryttare och knektar steg i land och försåg sig med vad de behövde. När hertigens flotta senare kom över Ålands hav valde Stålarm att retirera österut. Då var mycket redan förstört. Enligt ett brev från underamiral Per Stolpe till hertigen hade ”finnarna” i fyra socknar i landskapet ”rappat och rövat av bonden mesta delen av vad de hava ägt”. Vilka socknarna var nämns inte, men eftersom den stålarmska flottan legat i Föglö, hade befolkningen där utan tvivel drabbats hårt. Dragkampen om Åland var snart över, men kriget i öster fortsatte under lång tid. Transporter av krigsfolk, som kunde uppträda mycket hänsynslöst mot allmogen i eget land, blev länge en tung belastning för ålänningarna, särskilt i de byar som låg i farvägen.
Särskilt utsatta var byarna invid stora farleden, Degerby, Flisö och Järsö. Där gav bönderna helt enkelt upp och gav sig i väg. Det skedde inte samtidigt utan successivt under åren kring sekelskiftet 1600. Krigsfolkets härjningar var inte enda påfrestningen. Åren i slutet av 1500-talet var också svåra missväxtår. Det dröjde sedan ett par decennier innan någon åter vågade sig på att bo där. Också angränsande byar som Stentorpa, Hummersö och Bråttö drabbades hårt av kriget. Många gårdar låg länge öde.

### En nya era: Gustav Hansson Winberg
En ny era i Degerby inleddes med hejderidaren Gustav Hansson Winberg (död ca 1648) som omkring 1625 slog sig ner i ödebyn. Jordeboken 1623 uppger att han enligt kungliga brev av den 5 februari 1623 och den 10 maj 1625 hade erhållit sex skattefria år för att kunna återuppbygga de sex gårdarna i Degerby. Sedan skulle han själv besitta tre gårdar, medan de tre andra skulle överlåtas till bönder.
Winberg förefaller ha varit en driftig och beslutsam man som höll sina åtaganden. Vid tinget den 8 juli 1633 intygade nämnden att Gustav Hansson hade satt åbor på Degerbyhemmanen, Jöns Andersson och Mårten Tomasson på varsitt hemman för tre år sedan och Mats Olofsson på ett hemman för två år sedan, medan återstående tre gårdar hade brukats av honom själv i sju år. Vidare sades att Degerby led sådan brist på ängsmark att det var omöjligt för så många att bo i byn särskilt som skatten var så hög, och att detta var orsaken till att byn tidigare hade blivit öde.
Det sistnämnda påståendet var knappast korrekt – krig och missväxt var helt säkert mer avgörande – men bristen på ängsmark ger oss ändå förklaringen till varför Gustav Hansson så ihärdigt försökte komma över ön Näversholma, där det fanns stora ängar, och även våren 1631 på mycket lösa grundar lade beslag på Ängholmen som hörde till Järsö. Det sista var inget lyckat drag, eftersom han vid tinget den 28 juli 1631 dömdes till 40 mark i böter för tilltaget. Hans driftighet verkar emellanåt ha gått väl långt.
Omkring 1630 hade livet i Degerby börjat återgå till det normala, även om det delvis var en annan by som växt upp än den som fanns på 1500-talet. Då bestod den av fem eller sex bondgårdar som alla sannolikt låg på vad som kan antas ha varit byns ursprungliga plats, en bit från stranden (ungefär där helikopterplattan finns i dag). Gustav Hansson valde att bygga sin gård alldeles invid sjön på den plats där gården Enigheten ligger (Enigheten är en del av Winbergs gård). De tre andra bondgårdarna uppfördes däremot där de gamla gårdarna hade funnits. Gustav Hanssons gård, kallad Utgård eftersom den var utflyttad från byn, utvecklades under 1600-talet till en centralpunkt för Föglö och var både länsmansgård och gästgiveri. Eftersom tingen hölls vid länsmansgården kom den också att bli tingsplats. Läget invid stora farleden mellan Sverige och Finland satte också sin prägel.
Det Gustav Hansson gjorde – utan att själv veta om det – när han flyttade gården var att lägga första grundstenen till centralorten Degerby. Men det var först tvåhundra år senare, under första halvan av 1800-talet, som utvecklingen tog fart på riktigt.
Den första beskrivningen av byn finns i 1661 års jordebok: ”Brännved och timmerskog samt mulbete i denna byn till nödtorften, tvänne vindnot- eller strömmingsnotvarp samt fjällfiske tämligen gott.” Med andra ord: Byns skog räckte till böndernas behov, där fanns till och med timmer till husbygge, och betet på utmarken räckte också. Degerbyborna hade också röjt två varp där de kunde dra not efter strömming. Fjällfisk (främst gädda och abborre) fångade de så mycket att fisket till och med betecknades som ”tämligen gott”. Fisket var viktigt för Degerbyborna på 1600-talet.

### 1700-talet
Kriget mot Ryssland i början av 1700-talet blev en ny prövning för Degerbyborna. Liksom andra ålänningar tvingades de att fly till Sverige när ryska trupper ockuperade landskapet på sensommaren 1714. Det dröjde åtta år innan de kunde återvända. Då var Degerby i det närmaste totalförstört. Trots förödelsen var alla gårdar i bruk bara ett par år efter krigsslutet 1721. Familjerna på Norrgård och Södergård återkom aldrig, istället blev det nya familjer som byggde upp dem.
Det dröjde bra ett par decennier innan Degerby än en gång förstördes, denna gång under Sveriges misslyckade krig mot Ryssland i början av 1740-talet. Många ålänningar flydde på nytt till Sverige, men bortavaron blev denna gång bara några månader. Förödelsen i landskapet var inte särskilt omfattande efteråt, förutom på några platser. Dit hörde Degerby och trakten däromkring, där ryska flottan hade legat. Hus och gärdsgårdar hade använts till ved, delar av skogen huggits ner, andra hade brunnit, och torv till befästningsanläggningar hade tagits på närbelägna ägnar.  Där boskap hade påträffats hade den blivit krigsbyte. Annan värdefull egendom hade också gått förlorad, bland annat fiskredskap. Degerby, Stentorpa och Granboda var helt ”ruinerade”. På Flisö var en del hus borta och de som stod kvar var illa medfarna. 

### Den första kartan

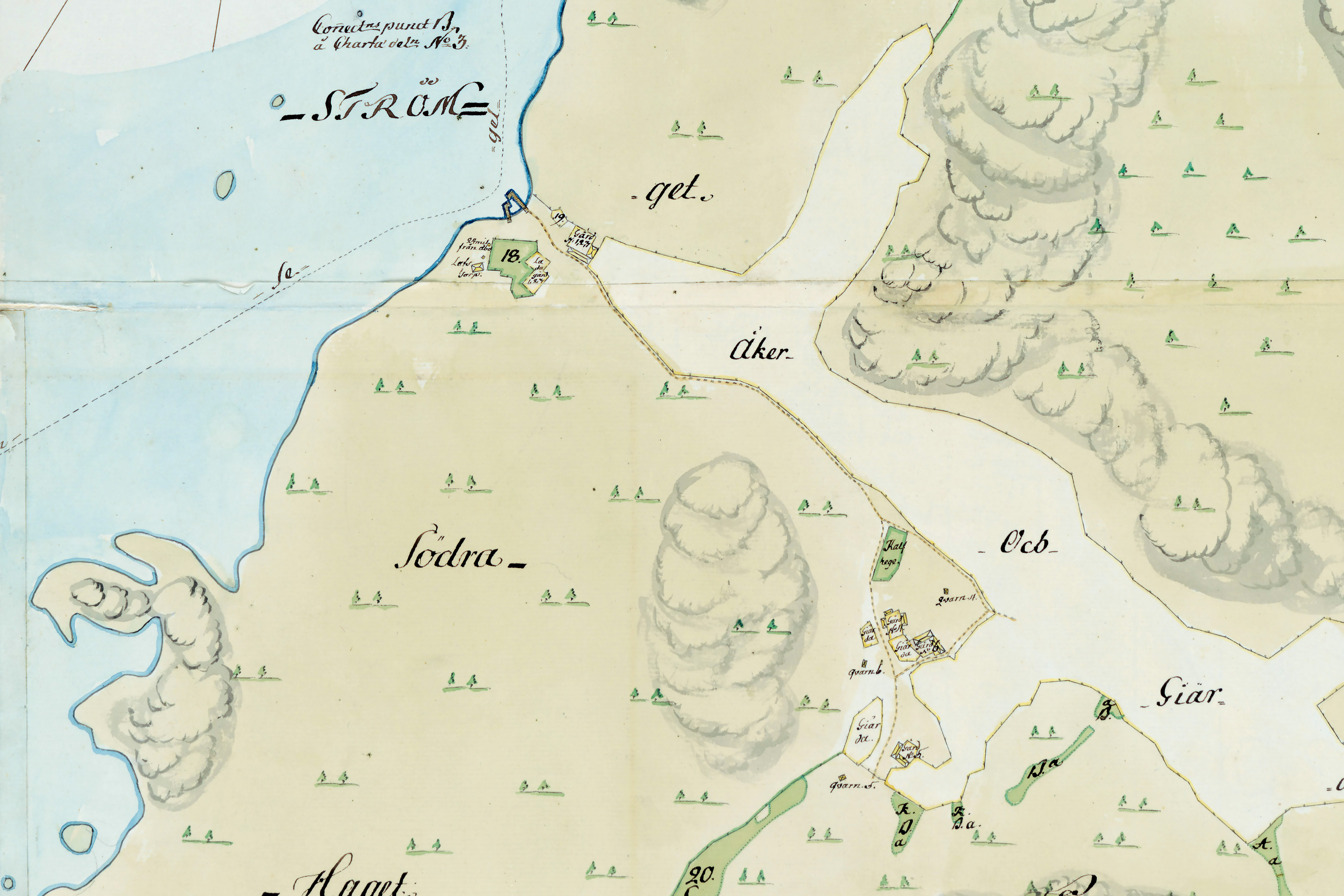
Lantmäterikarta över Degerby från 1773 (utsnitt), upprättad av lantmätaren Adolph Robert Helleday. Vid stranden ligger den stora gården Utgård. Den streckade linjen i sjön utmärker segelleden "från Stockholm till Finland". Byns övriga gårdar låg längre österut, en bit från stranden. Udden söder om Utgård är Tulludden, som vid denna tid kallades Örsands udde och var obebyggd. Riksarkivet, Helsingfors.

Den första kartan över Degerby upprättades 1773 av lantmätaren Adolph Robert Helleday i samband med att han skattlade byn. På den ser vi den stora gården Utgård ligga nere vid sjön intill en väl tilltagen sjöbro, medan de tre gårdarna i Uppbyn ännu låg på byns gamla plats (vid dagens helikopterplatta). Utgård och Uppbyn fungerade i mångt och mycket som två skilda byar, exempelvis var både åkern och ängen skiftad mellan dem. Åkern besåddes bara till hälften varje år, medan andra halvan låg i träda, och grödorna var råg och korn och något vete samt kål, ärter och rovor. Också ängen, som lantmätaren fann mosslupen, var delad mellan Utgård och Uppbyn i så kallade hopar och sedan mellan hemmanen i stycken och tegar. Dessutom fanns en del ängsmark på hemlandet som alla sex gårdarna nyttjade gemensamt. Skogen bestod av gran och tall samt någon björk och al och räckte till böndernas behov av bränsle, gärdsel och stör, däremot fanns nästan inget timmer till husbyggnad utan sådant måste köpas från andra byar. På Gripö och Skrovsö växte en del hassel, men den hade av de resande blivit ”så illa hanterad, nedbruten och medtagen” att ingen frukt kunde väntas. Mulbetet – kreaturens bete på utmarken – hade Degerbyborna samfällt med Stentorpa och Granboda, men på öarna och holmarna var betet inte gemensamt. Både strömmings- och fjällfisket hade förr i tiden varit tämligen bra, men hade blivit så dåligt att det inte längre lönade sig. Anledningen angavs vara de ”okända resande” som hade ”färdats av och an medelst skutande, seglande och ankrande i notvarpen” hade fördärvat förutsättningarna. Dessutom fanns många skutvrak och ”andra orenligheter” på bottnarna. Enda möjligheten som bönderna hade att tjäna pengar var att sälja en del ost och ved och somliga år något boskapskreatur på handelsresorna till Stockholm, då de också köpte bland annat spannmål.

### Samhället tar form
Storskifte förrättades åren 1813–15 i Degerby av lantmätaren Nils Dahlén. Åland ingick sedan några år tillbaka i det ryska imperiet, en riksgräns hade uppstått mellan Föglöborna och deras viktigaste handelsstad Stockholm. På storskifteskartan finner vi en notering som visar att nya tider randades. Den 13 november 1815 skriver lantmätaren att hans ”hans kejserliga majestät” hade bestämt att Örsands udde med några tunnland betesmark skulle anslås till plats för en ”blivande tullkammare”. Tullkammaren var vid den tiden förlagd till Flisöberg, en ganska oländig plats, men kunde 1819 efter kejsarens beslut flytta till Degerby som hade bättre hamn och mer tillgängliga stränder. Örsands udde motsvarar Tulludden, där färjfästet och de gamla tullbyggnaderna finns.
Genom tullkammarens tillkomst var grunden lagd till Degerbys förvandling från bondby med gästgiveri och länsmansgård till ett samhälle som från början präglades av tulltjänstemän och lotsar.  Med tiden tillkom butiker, post- och bankkontor och andra inrättningar och fler och fler flyttade till Degerby: Sjökaptener och styrmän, timmermän och stenarbetare, skeppare och fiskare, sjömän och arbetskarlar.

### Befolkningsutveckling
| Befolkningsutvecklingen i Degerby 1970–2020 | Befolkningsutvecklingen i Degerby 1970–2020 | Befolkningsutvecklingen i Degerby 1970–2020 | Befolkningsutvecklingen i Degerby 1970–2020 | Befolkningsutvecklingen i Degerby 1970–2020 |
| ------------------------------------------- | ------------------------------------------- | ------------------------------------------- | ------------------------------------------- | ------------------------------------------- |
|                                             |                                             |                                             |                                             |                                             |
| År                                          |                                             |                                             | Folkmängd                                   |                                             |
| 1970                                        | 1970                                        |                                             | 138                                         |                                             |
| 1980                                        | 1980                                        |                                             | 124                                         |                                             |
| 1990                                        | 1990                                        |                                             | 163                                         |                                             |
| 2000                                        | 2000                                        |                                             | 174                                         |                                             |
| 2010                                        | 2010                                        |                                             | 175                                         |                                             |
| 2020                                        | 2020                                        |                                             | 166                                         |                                             |
|                                             |                                             |                                             |                                             |                                             |

## Bilder

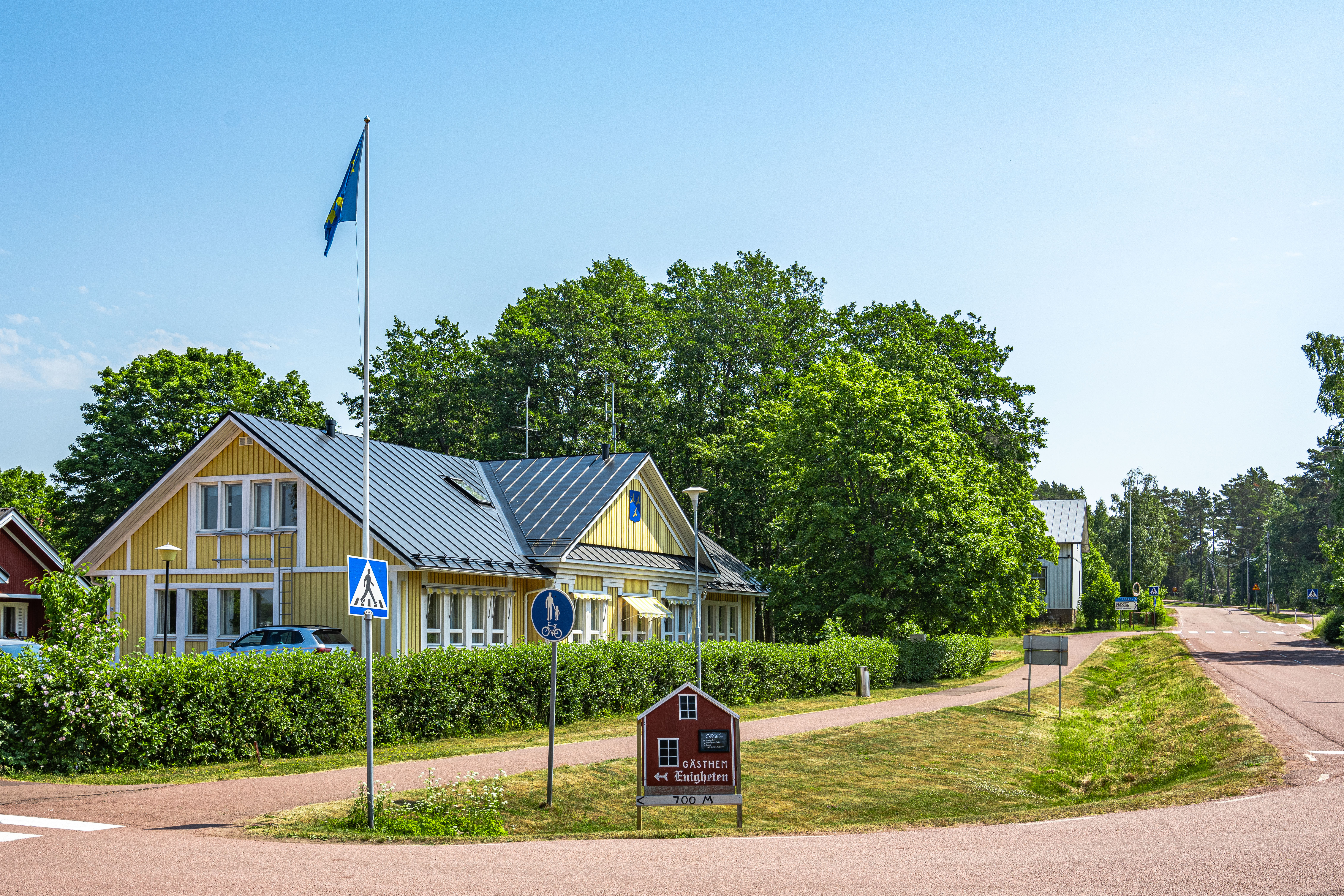
Kommunkansliet.
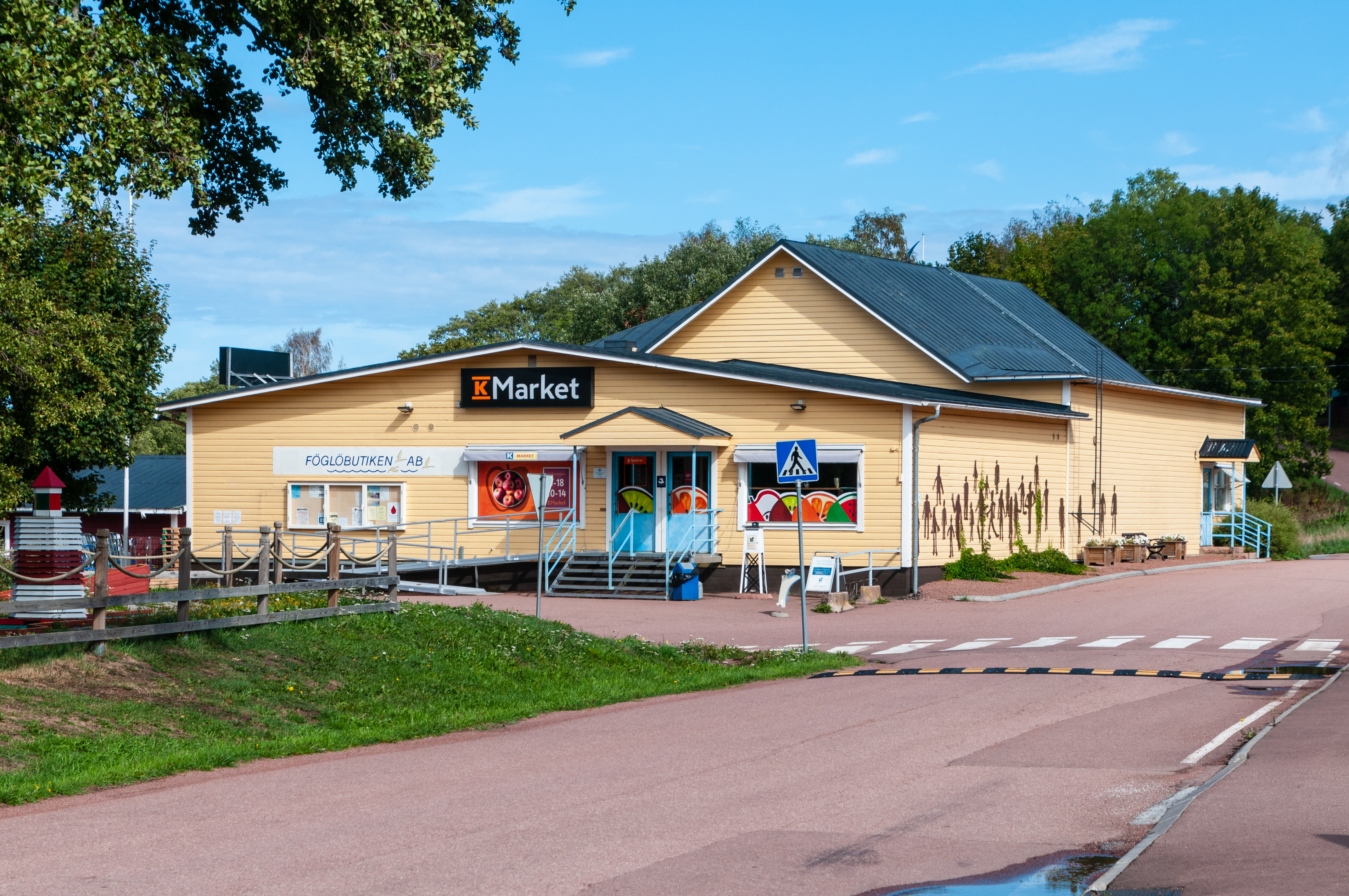
Föglöbutiken.
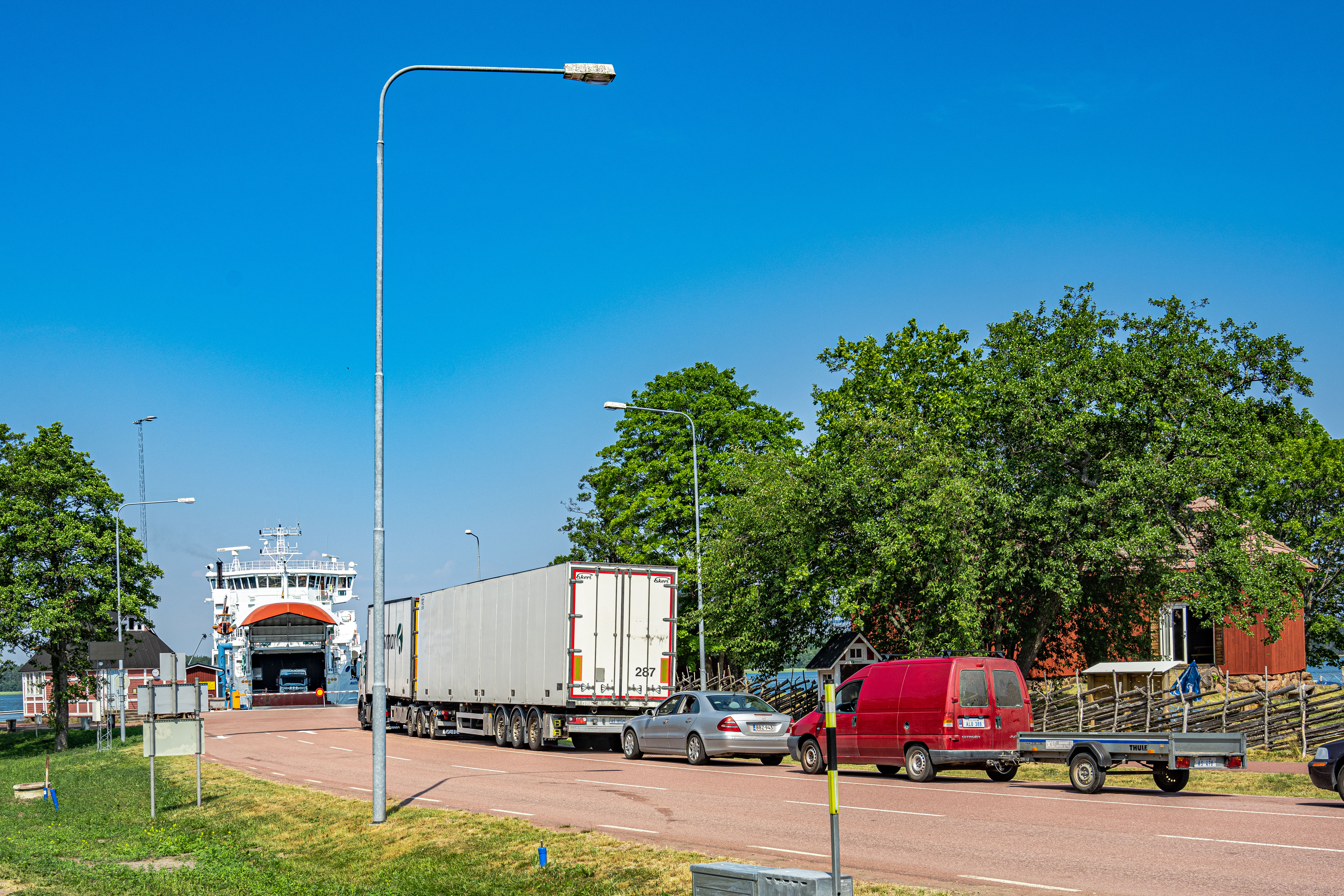
Tulludden och färjfästet.
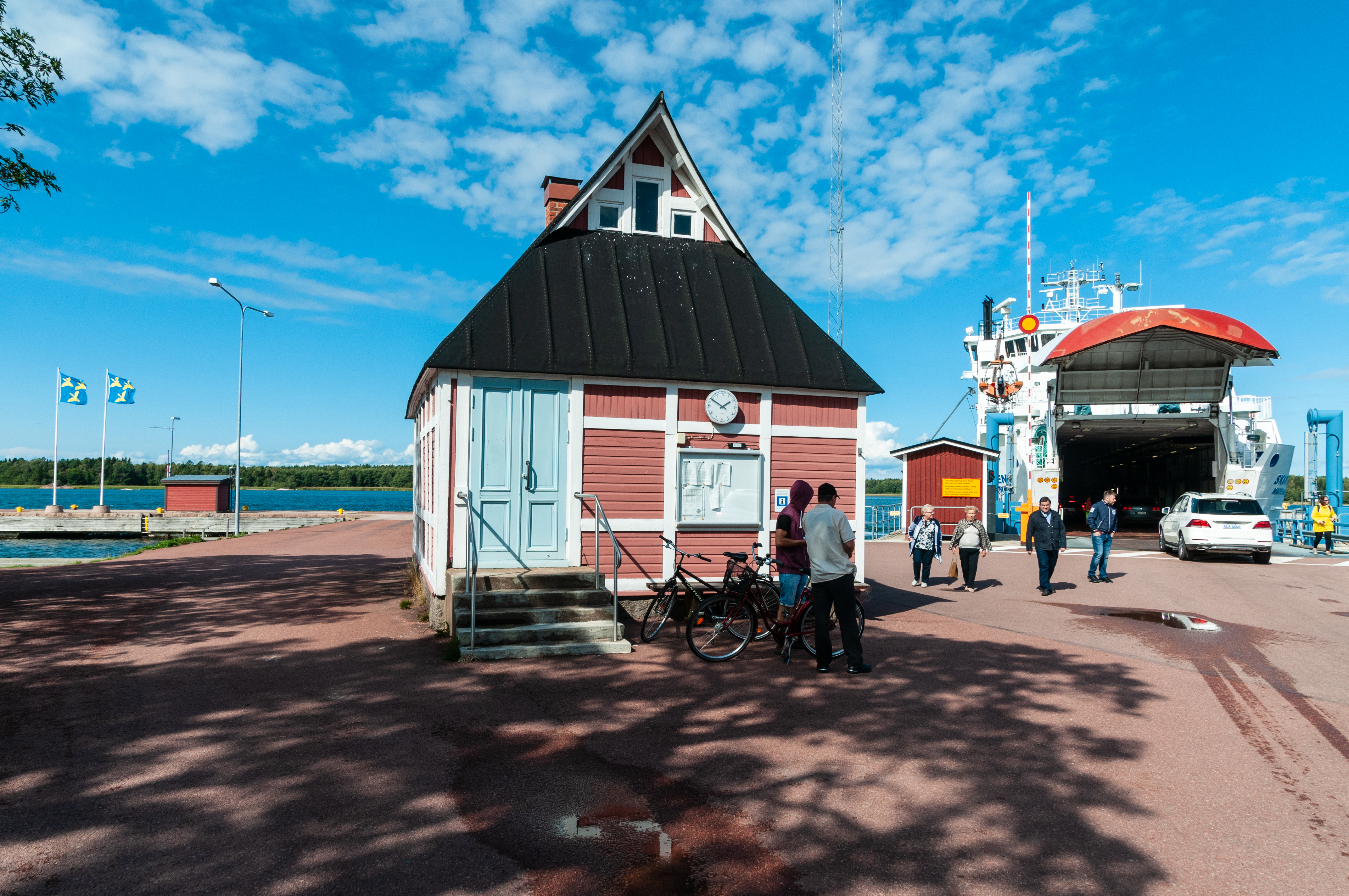
Före detta väntsalen på Tulludden.
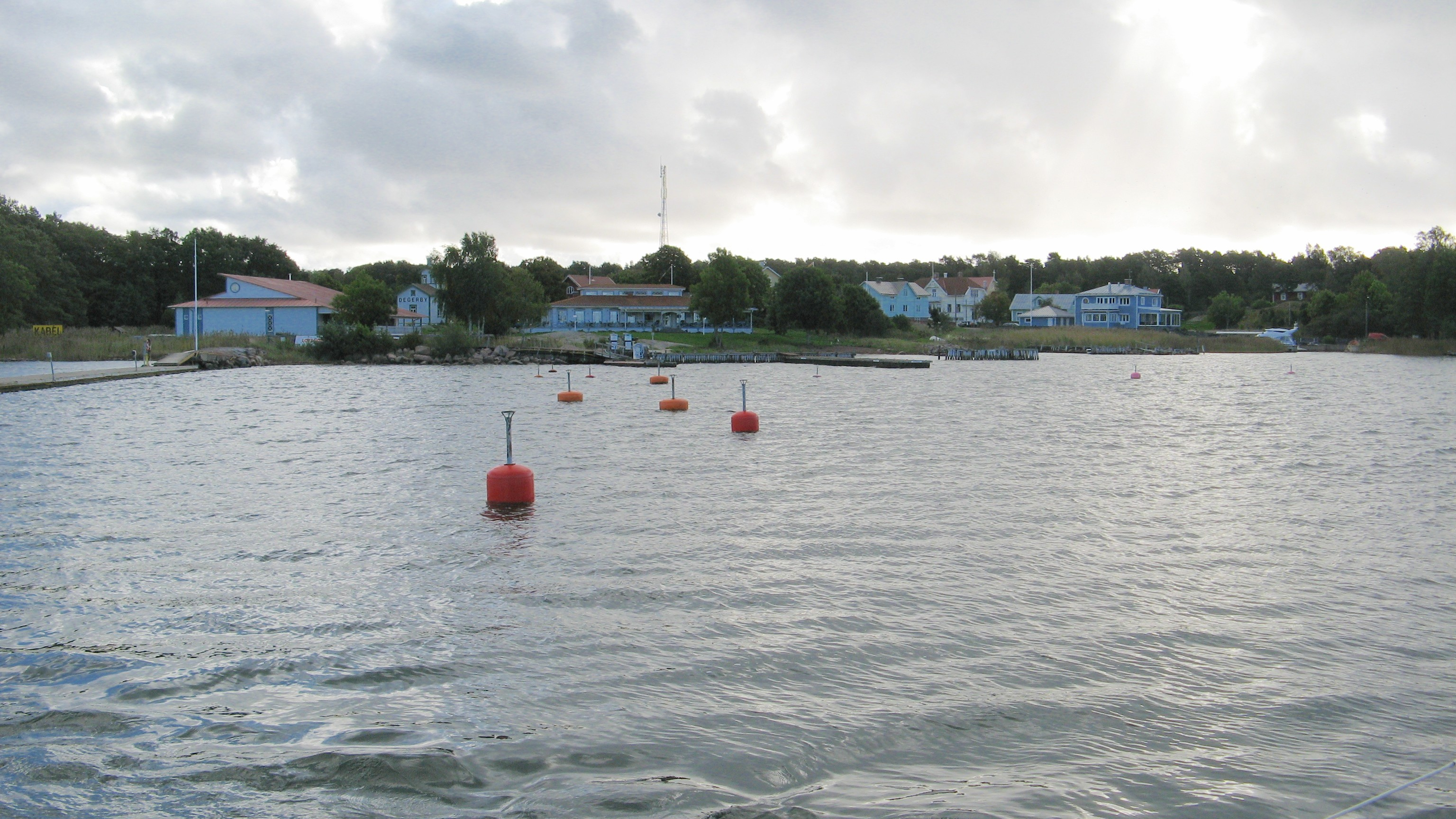
Lotsuddens gästhamn.
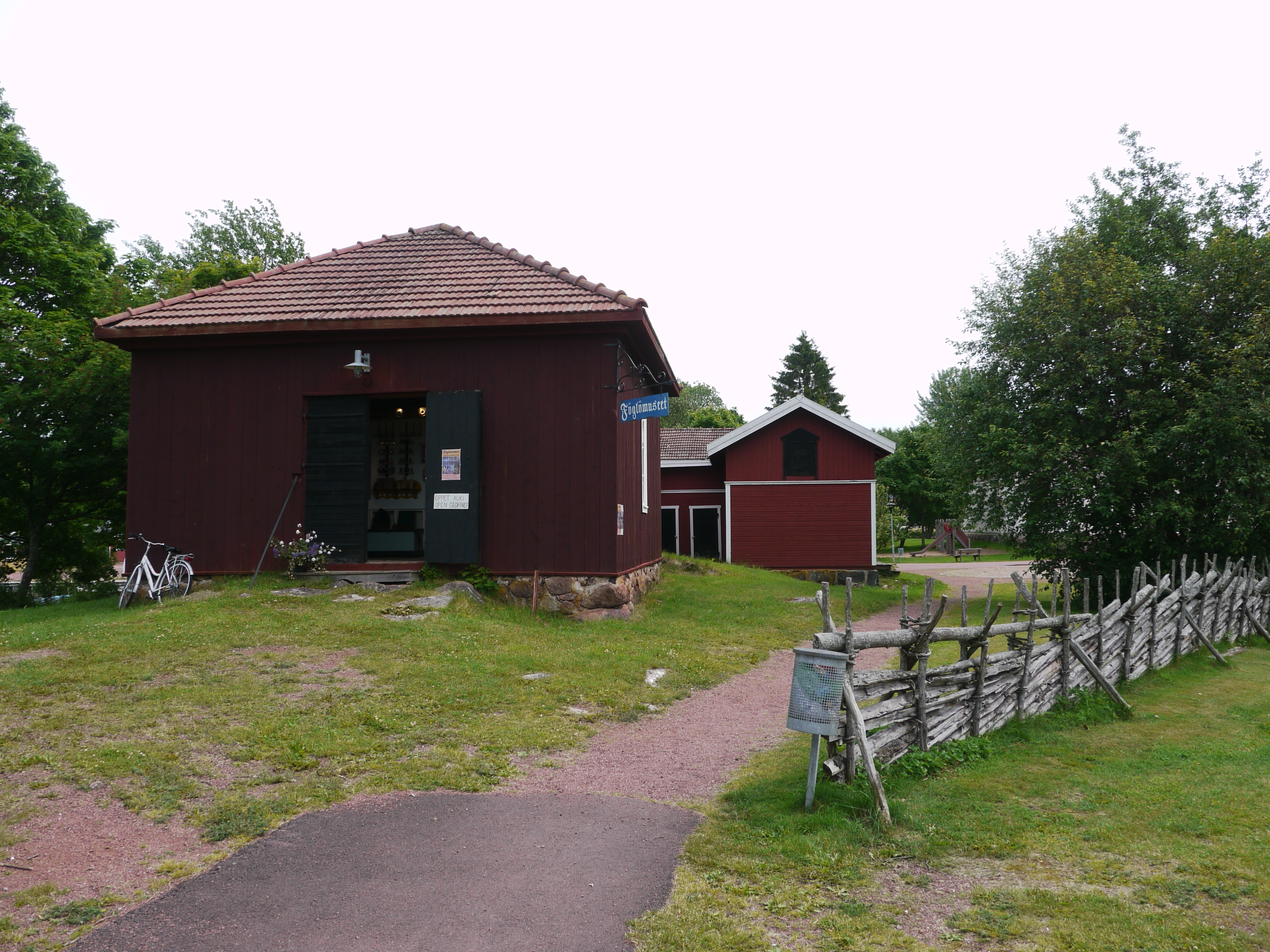
Föglömuseet på Tulludden.
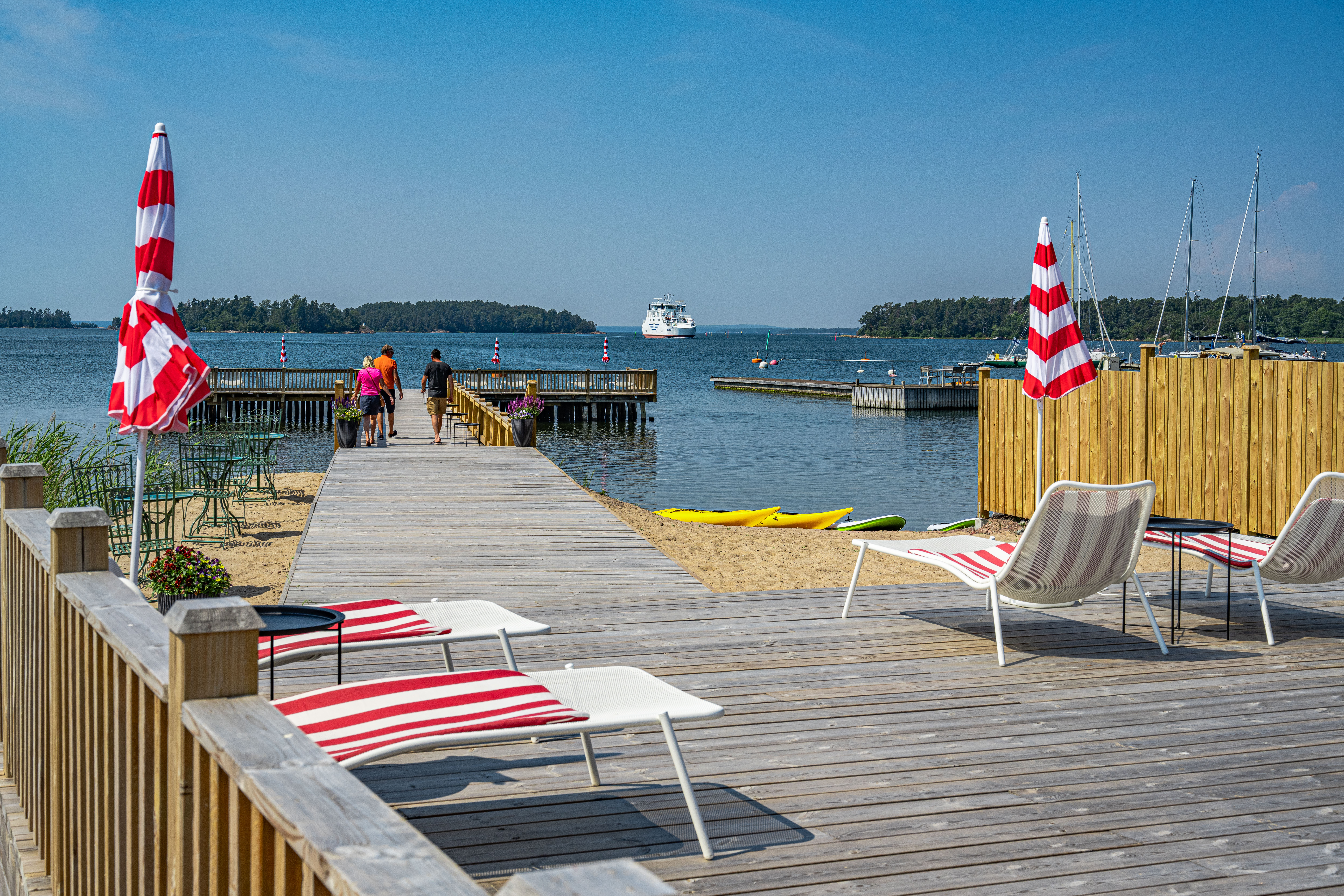
Badhotellet Carlsros brygga.
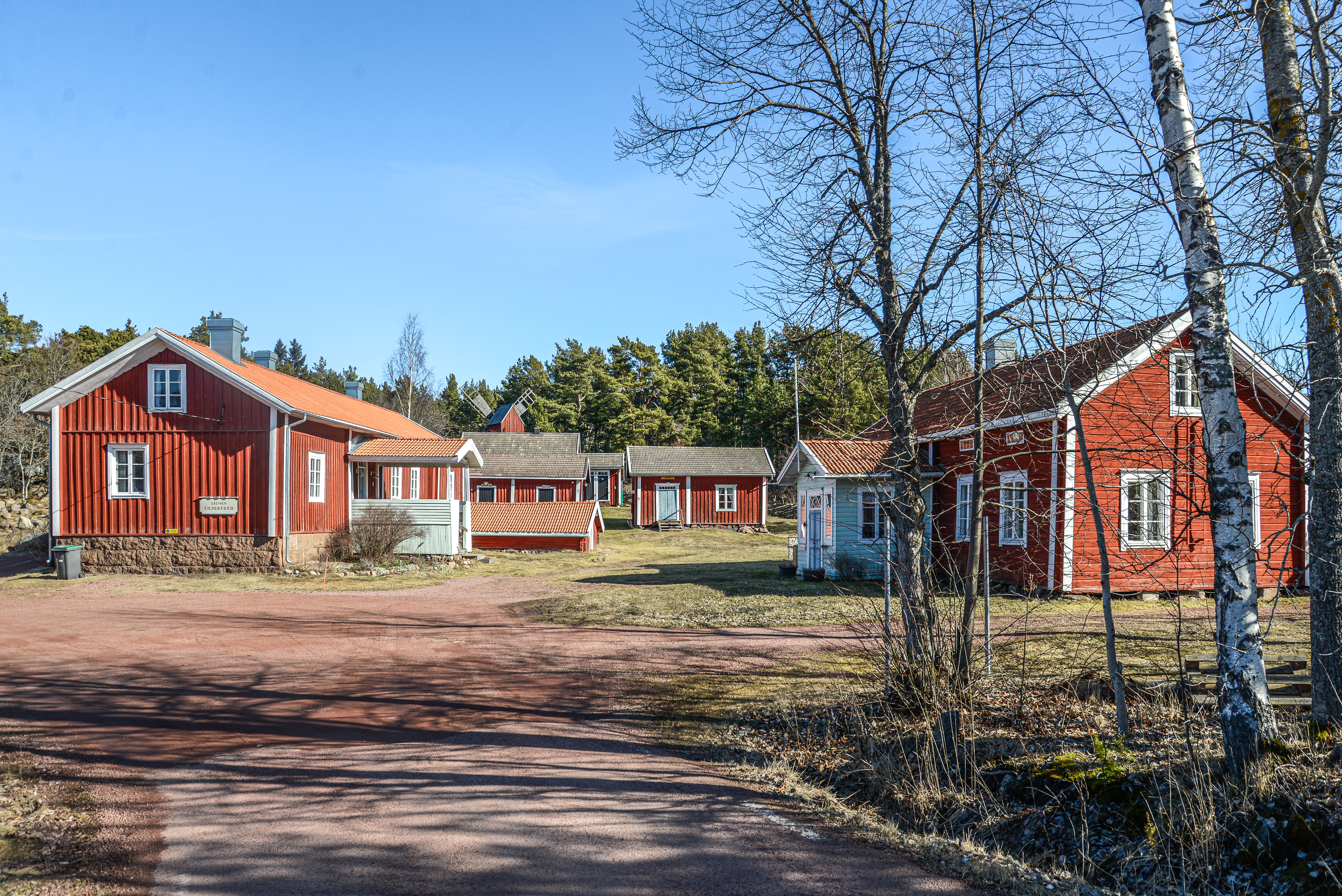
Gästhemmet Enigheten.

## Hemmanen
Ända sedan 1500-talet har det funnits sex hemman i Degerby. De var ursprungligen olika stora (95, 81 och 69 jordmark samt tre om vardera 87 1/2 jordmark). Från 1620-talet brukades tre av hemmanen (nr 1–3) som en gård (Gustav Winbergs gård Utgård), medan de tre övriga (nr 4–6) hade varsin bonde. De tre sistnämnda, tillsammans kallade Uppbyn, gjordes 1633 lika stora (79 jordmark vardera). När hemmanen på 1600-talet åsattes mantalsvärden taxerades alla sex till 1/2 mantal. På 1700-talet förmedlades de tre gårdarna i Uppbyn om 79 jordmark (nr 4–6) till 1/4 mantal, medan de tre gårdarna i sambruk (nr 1–3) erhöll mantalsvärden som återspeglade jordmarktalen: gården om 95 jordmark taxerades till 29/96 mantal och två gårdar om 87 1/2 jordmark till 9/32 mantal. I jordeböckerna ges hemmanen omkring 1730 nummer (1–6). Från 1830 är de också noterade med namn. 
- 1, Utgård, ett skattehemman, blev under första halvan av 1600-talet ett kronohemman på grund av obetalda skatter. Räknades ändå länge som skatte, sannolikt felaktigt. Skattköptes 1823. Noterades 1830 med namnet Surutoin efter en redan då försvunnen förlustelsepark i Åbo, men återfick snart sitt gamla namn Utgård, som syftar på att gården på 1620-talet flyttades ut från den ursprungliga byplatsen ner till sjön och farleden. Utgård brukades länge tillsammans med Utjord och Enigheten.[16]
- 2, Utjord, ett skattehemman, blev under första halvan av 1600-talet ett kronohemman på grund av obetalda skatter. Räknades ändå länge som skatte, sannolikt felaktigt. Skattköptes 1817 och 1823. Hemmanet har sedan 1620-talet legat under Utgård och delades senare mellan Utgård och Enigheten. Namnet Utjord har aldrig använts i dagligt tal. Det syftar på att hemmanet har fungerat som en utjord till Utgård och Enigheten.[17]
- 3, Enigheten, ett skattehemman, blev under första halvan av 1600-talet ett kronohemman på grund av obetalda skatter. Räknades ändå länge som skatte, sannolikt felaktigt. Skattköptes 1817. Hemmanet låg från 1620-talet under Utgård, men återuppstod när Utgård delades på 1700-talet. Noterades 1830 med namnet Säkerheten, oklart varför, men namnet ändrades snart till Enigheten, sannolikt därför att gården var tingsställe.[18]
- 4, Norrgård, ett skattehemman, blev under första halvan av 1600-talet ett kronohemman på grund av obetalda skatter. Skattköptes åter på 1730-talet. Norrgård har namn efter läget i byn.[19]
- 5, Södergård, ett skattehemman, blev under första halvan av 1600-talet ett kronohemman på grund av obetalda skatter. Skattköptes åter 1768. Södergård har namn efter läget i byn.[20]
- 6, Mellangård, ett skattehemman, blev under första halvan av 1600-talet ett kronohemman på grund av obetalda skatter. Skattköptes åter 1768. Mellangård har namn efter läget i byn.[21]

## Holmar och skär

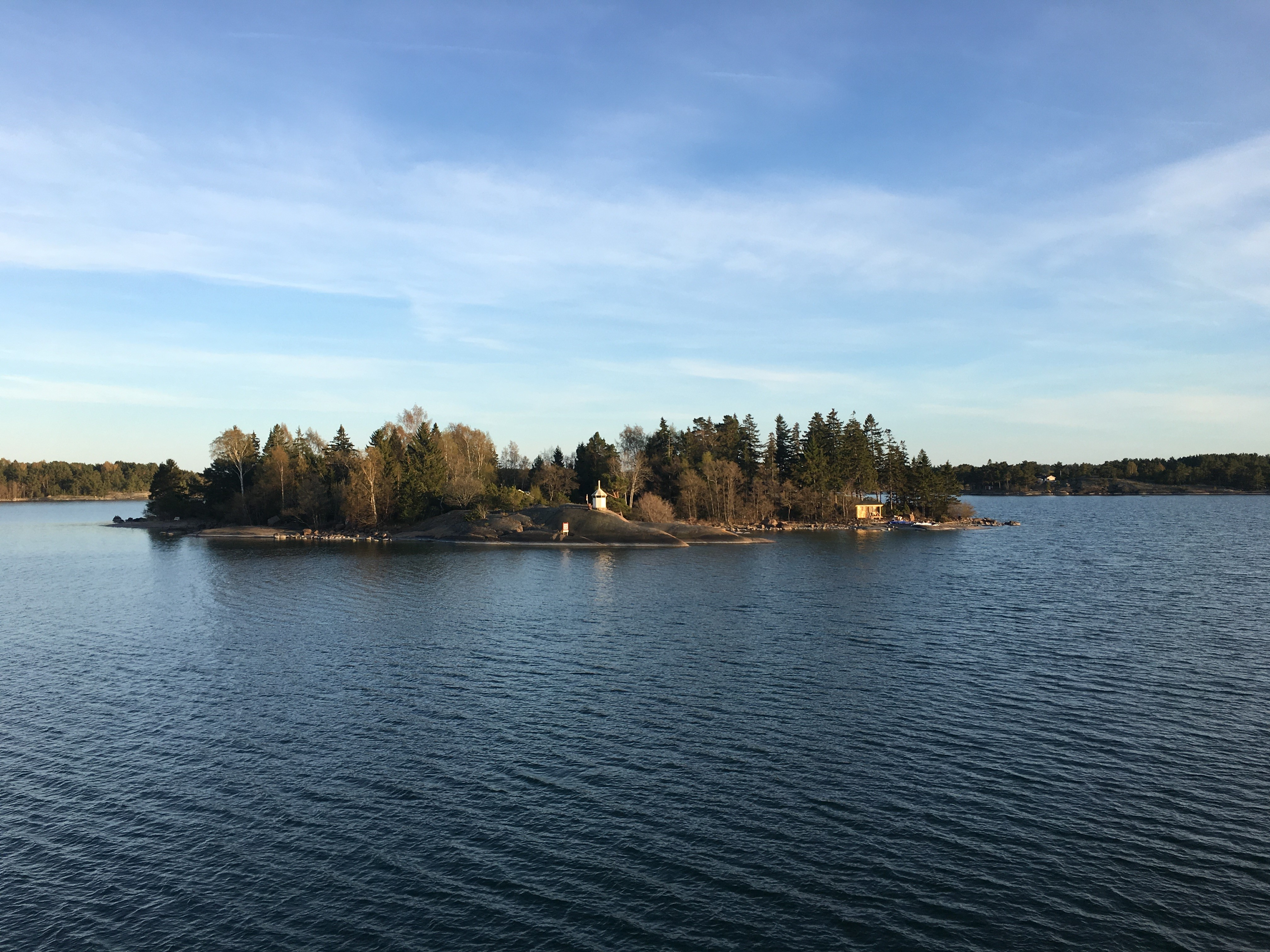
Bild på Rövarör tagen från förbipasserande färja under 2016.

Bland större holmar och skär som hör till byn Degerby märks:
- Brändholm (visa på karta), 5,8 hektar, största längd 350 meter.
- Ekholm (visa på karta), bebyggd med fritidshus, 11,1 hektar, största längd  470 meter.
- Furuholm (visa på karta), genom landhöjningen sammanvuxen med Mellanholm i öster.
- Gripö (visa på karta), har genom landhöjningen växt samman med Skrovsö i söder och Långholm i norr. Den är ganska hög, drygt 25 meter över havet. – Gripö skrivs i äldre tider Glipö och skulle kunna innehålla ett gammalt ord glip med betydelsen ’svalg, gap’ som skulle syfta på det trånga Spetalsundet.[23] Fast mer troligt är nog att förleden istället innehåller ett annat ord glip, åländsk dialekt för strandskata.[24]
- Gödör (visa på karta), 3,9 hektar, största längd 370 meter.
- Hässlö (visa på karta), 26 hektar, största längd 700 meter.
- Julholm (visa på karta), 3,9 hektar, största längd 310 meter.
- Långholm (visa på karta), har genom landhöjningen växt samman med Gripö i söder och Mellanholm i väster.
- Mellanholm (visa på karta), genom landhöjningen sammanvuxen med Furuholm i väster och Långholm i öster.
- Märrskär (visa på karta), bebyggd med fritidshus, 6,6 hektar, största längd 500 meter.
- Rövarör (visa på karta), bebyggd med flera fritidshus, 1,6 hektar, största längd 190 meter.
- Skrovsö (visa på karta), bebyggd med flera fritidshus, genom landhöjningen  sammanvuxen med Gripö.